# Amyntas I
Amyntas I, a fost un rege al Macedoniei (greacă Αμύντας, lit. "protector"; secolul al VI-lea până la începutul secolului al V-lea î.Hr.), el a fost vasal lui Darius I, regele Persiei. El a fost precedat de Alcetas I și succedat de Alexandru I. Se poate spune că cu el începe istoria Macedoniei. El a fost primul dintre conducătorii Macedoniei care a început să aibă relații cu alte țări; el a intrat într-o alianță cu Hippias din Atena, și când Hippias a fost alungat din Atena i-a oferit acestuia teritoriul Anthemous și Golful Thermaic. Hippias a refuzat. Probabil Amyntas I nu a avut Anthemous la acel moment, dar aceasta sugerează un plan de ocupație în comun cu Hippias. 

## Origini. Începutul domniei
Amyntas a aparținut dinastiei Argead sau Temenizi, cunoscută în istoriografie ca fiind de origine Heraclide. Potrivit istoricului Herodot, Amyntas a fost strănepotul lui Argaeus I, strănepotul lui Filip I, nepotul lui Aerops I și fiul lui Alketes I. Cu toate acestea, există unele discrepanțe în genealogie, iar unele surse sugerează că numele lui Alketes ar fi putut fi omis în documentele originale.
Amyntas este considerat primul rege al Macedoniei care este o figură istorică clară, mai degrabă decât una legendară. Cu toate acestea, perioada exactă a vieții sale este încă necunoscută. Potrivit Cronicii lui Eusebiu de Cezareea, domnia lui Amyntas poate fi datată în anul 547 î.Hr., dar alte surse sugerează o dată mai apropiată de anul 498/497 î.Hr. Regatul său era situat într-o zonă înapoiată, fără orașe mari și granițe bine definite, iar capitala sa era la Aegah. În calitate de rege, Amyntas conducea ca primul între șefii tribali egali, iar posesiunile sale includeau câmpia macedoneană cu poalele ei, câmpia de coastă din Pieria și, posibil, câmpia din Almopia.
Se crede că macedonenii vorbeau un dialect al limbii grecești, dar erau considerați barbari de către greci. Aceasta se datorează, probabil, faptului că regatul lui Amyntas era înconjurat de popoare barbare și nu avea contacte culturale semnificative cu lumea greacă.

## Relațiile cu persanii
Primele mențiuni ale regelui Amyntas apar în sursele existente în legătură cu evenimentele din 513 sau 510 î.Hr. În acea perioadă, satrapul regelui persan Darius I, Megabazus, cu care se presupune că Amyntas ar fi fost înrudit, lupta în Tracia și a cerut "pământ și apă" de la regele macedonean. Potrivit lui Herodot, în timpul ospățului organizat de Amyntas, ambasadorii lui Megabazus s-au comportat jignitor cu femeile macedonene, iar fiul lui Amyntas, Alexandru, a adunat tineri macedoneni și i-a întrerupt pe ambasadori. Bubar, fiul lui Megabazus, care a condus ancheta privind dispariția ambasadei, a fost mituit și a obținut-o ca soție pe fiica lui Amyntas, Hygeia, astfel că problema a fost mușamalizată.
Există opinia că povestea uciderii ambasadorilor este o ficțiune patriotică, inventată după ce grecii i-au alungat pe perși din Peninsula Balcanică. În realitate, Macedonia pare să se fi supus Persiei fără excese și între cele două state a existat o alianță, pecetluită prin căsătorie și care nu implica neapărat vasalitate. În același timp, există o altă versiune conform căreia perșii au lăsat o garnizoană militară în Macedonia și au format din Tracia și Macedonia satrapia Skudra. Probabil, perșii au părăsit Macedonia între 510 și 492 î.Hr., iar succesorul lui Amyntas, Alexandru, a trebuit să jure credință regelui regilor în timpul campaniei Mardonius.
Convergența cu Persia a adus beneficii teritoriale regatului macedonean. În urma înfrângerii peonilor de către perși și reinstalării lor în Asia Mică, Amyntas a obținut controlul asupra unor teritorii, printre care Amphaxitida, Anfemunte și unele teritorii de pe malul estic al râului Axius. De asemenea, el a reușit să securizeze granițele estice ale regatului său.
Istoricilor moderni consideră că suzeranitatea persană a contribuit la formarea puterii macedonene și că Amyntas a rămas loial față de persani, chiar și în timpul revoltei grecilor ionieni. Există însă și opinia că Amyntas a fost un filelen și că unirea cu persanii a fost un act forțat.
Potrivit lui Iustin, Amyntas a murit la scurt timp după ce Bubar a părăsit Macedonia, însă nu se cunoaște data exactă a acestui eveniment. Conform estimărilor moderne, Amyntas a murit între anii 500 și 495 î.Hr.

## Amyntas și Atena
Potrivit lui Herodot, în 510 î.Hr., când atenienii l-au alungat pe tiranul Hippias, regele Amyntas i-a oferit în dar orașul Anfemunte, dar acesta a fost refuzat. Interpretarea acestui mesaj poate fi diferită, sugerând că Amyntas ar fi oferit lui Hippias Anfemunte pentru administrare, colonizare sau ar fi vrut să cucerească orașul prin forțe comune.
Această mențiune indică existența unor relații diplomatice între Macedonia și Atena, care ar fi putut fi stabilite chiar în timpul tatălui lui Hippias, Pisistratus. Este posibil ca Amyntas să fi acționat la ordinul perșilor, care doreau să obțină o anumită influență în Atena.
În general, stabilirea contactelor externe a presupus și dezvoltarea relațiilor comerciale atât cu Grecia, cât și cu Persia.

## Descendenți
Sursele istorice menționează pe fiul lui Amyntas, Alexandru, care i-a succedat tatălui său la tronul regal, și pe fiica sa, Hygeia. Alexandru a continuat munca tatălui său de consolidare a regatului macedonean în fața opoziției dintre Imperiul Achaemenid și polii greci. Descendenții direcți ai lui Amyntas, printre care și Alexandru cel Mare, au condus Macedonia în secolele V-IV î.Hr.
Din căsătoria dintre Hygeia și Bubar s-a născut un fiu, numit după bunicul său, Amyntas. Ulterior, Xerxes I l-a dat în administrarea unuia dintre orașele subordonate perșilor, posibil Alabanda, Blaud sau Alabaster.
Există o versiune conform căreia fiul lui Amyntas ar fi fost regele Elimei Arridaeus. Aceasta se bazează pe o scholie a lui Tucidide, care susținea că regele elimiot Derda era vărul fiilor regelui macedonean Alexandru I Perdicca și Filip. Această informație ar putea indica faptul că tatăl lui Derda, regele Arridaeus din Elimea, era un frate, mai tânăr, al lui Alexandru I și fiul lui Amyntas I. De asemenea, există posibilitatea unei căsătorii între Arridaeus și sora lui Alexandru sau între Alexandru și sora lui Arridaeus.

## Personalitatea
Se cunosc puține lucruri despre personalitatea lui Amyntas. Cu toate acestea, Marcus Junianus Justin scrie că regele "era foarte renumit atât pentru propria sa vitejie, cât și pentru talentele excepționale ale fiului său Alexandru"